# Municipio de Kamnik
Kamnik es un municipio de Eslovenia. Tiene una población estimada, a inicios de 2024, de 30 020 habitantes.
Su capital es la ciudad de Kamnik.

## Localidades
El municipio comprende las siguientes localidades:
- Bela Peč
- Bela
- Bistričica
- Brezje nad Kamnikom
- Briše
- Buč
- Cirkuše v Tuhinju
- Češnjice v Tuhinju
- Črna pri Kamniku
- Črni Vrh v Tuhinju
- Gabrovnica
- Godič
- Golice
- Gozd
- Gradišče v Tuhinju
- Hrib pri Kamniku
- Hruševka
- Jeranovo
- Kališe
- Kamnik
- Kamniška Bistrica
- Klemenčevo
- Kostanj
- Košiše
- Kregarjevo
- Krivčevo
- Kršič
- Laniše
- Laseno
- Laze v Tuhinju
- Liplje
- Loke v Tuhinju
- Mali Hrib
- Mali Rakitovec
- Markovo
- Mekinje
- Motnik
- Nevlje
- Okrog pri Motniku
- Okroglo
- Oševek
- Pirševo
- Podbreg
- Podgorje
- Podhruška
- Podjelše
- Podlom
- Podstudenec
- Poljana
- Poreber
- Potok v Črni
- Potok
- Praproče v Tuhinju
- Pšajnovica
- Ravne pri Šmartnem
- Rožično
- Rudnik pri Radomljah
- Sela pri Kamniku
- Sidol
- Smrečje v Črni
- Snovik
- Soteska
- Sovinja Peč
- Spodnje Palovče
- Spodnje Stranje
- Srednja vas pri Kamniku
- Stahovica
- Stara Sela
- Stebljevek
- Stolnik
- Studenca
- Šmarca
- Šmartno v Tuhinju
- Špitalič
- Trebelno pri Palovčah
- Trobelno
- Tučna
- Tunjice
- Tunjiška Mlaka
- Vaseno
- Velika Lašna
- Velika Planina
- Veliki Hrib
- Veliki Rakitovec
- Vir pri Nevljah
- Vodice nad Kamnikom
- Volčji Potok
- Vranja Peč
- Vrhpolje pri Kamniku
- Zagorica nad Kamnikom
- Zajasovnik
- Zakal
- Zavrh pri Črnivcu
- Zduša
- Zgornje Palovče
- Zgornje Stranje
- Zgornji Motnik
- Zgornji Tuhinj
- Znojile
- Žaga
- Žubejevo
- Županje Njive.[4]